# انگین آلکان
انگین آلکان (انگلیسی: Engin Alkan؛ زادهٔ ۲۷ ژوئیهٔ ۱۹۶۵) بازیگر و کارگردان اهل ترکیه است. وی از سال ۱۹۸۴ میلادی تاکنون مشغول فعالیت بوده‌است.